# Râul Păltineasa
Râul Păltineasa este un curs de apă, afluent al râului Dumbrăvița. 